# Псякское сельское поселение
Псякское се́льское поселе́ние — муниципальное образование в Кукморском районе Татарстана Российской Федерации.
Административный центр — село Псяк.

## История
Статус и границы сельского поселения установлены Законом Республики Татарстан от 31 января 2005 года № 27-ЗРТ «Об установлении границ территорий и статусе муниципального образования "Кукморский муниципальный район" и муниципальных образований в его составе».

## Население
| 2010 | 2011 | 2012 | 2013 | 2014 | 2015 | 2016 |
| ---- | ---- | ---- | ---- | ---- | ---- | ---- |
| 716  | ↘715 | ↘710 | ↘708 | ↗715 | →715 | ↘692 |
| 2017 | 2018 |      |      |      |      |      |
| ↗712 | ↘705 |      |      |      |      |      |

## Состав сельского поселения
| № | Населённый пункт | Тип населённого пункта       | Население |
| - | ---------------- | ---------------------------- | --------- |
| 1 | Арпаяз           | деревня                      |           |
| 2 | Асан-Елга        | деревня                      |           |
| 3 | Псяк             | село, административный центр |           |